# Mulet dans la culture
Le mulet dans la culture des populations humaines, de par son partage de la vie quotidienne des hommes, en particulier des petites gens, a depuis longtemps occupé une place importante. On retrouve sa présence dans de nombreuses expressions populaires ainsi que dans plusieurs œuvres artistiques.

## Langage
Diverses expressions font référence au mulet :
- chargé comme un mulet pour parler d'un très lourd fardeau ;
- têtu comme un mulet ou tête de mule qui se dit d'une personne très têtue ;
- les mulets de Marius, un sobriquet qui désignait les légionnaires romains obligés de porter leur équipement pour le camp et leur ravitaillement, transport auparavant assuré par les mulets ; pour diminuer la tentation d'une attaque de l'ennemi sur le train transportant ces équipements et augmenter la mobilité de ses troupes, il fit passer la charge des mules aux légionnaires ;
- le mulet chargé d'or de Philippe rappelle, lui, la puissance irrésistible de l’or, par référence à Philippe II de Macédoine, qui acheta l’alliance de certaines cités grecques ;
- il est comme la mule du Pape se disait de quelqu'un de très rancunier. Alphonse Daudet propose une explication de cette expression dans les Lettres de mon moulin ;
- l'expression c'est une mule se dit d'une personne balourde qui se complaît dans des activités physiques ou professionnelles physiquement fatigantes et abrutissantes
- on qualifie enfin de mule les personnes qui font passer de la drogue à travers les frontières en la transportant à l'intérieur de leur corps.

## Littérature
La mule et Le mulet et le loup sont deux Fables écrites par Ésope dans la Grèce antique ayant pour sujet le mulet.
Le fabuliste latin Phèdre écrit également une fable sur le mulet intitulé La Mouche et la Mule.
Les Deux Mulets et Le mulet se vantant de sa généalogie sont deux Fables de La Fontaine.
La Mule du pape est l'une des nouvelles du recueil Lettres de mon moulin, écrite par Alphonse Daudet et Paul Arène et éditée pour la première fois en 1868.
« Le mulet est un être opiniâtre et stérile » Victor Hugo.
Le Mulet est un personnage des romans Fondation et Empire et Seconde Fondation, d'Isaac Asimov. Il tire son surnom de la mutation qui l'a rendu différent des autres humains, et de ses conséquences génétiques malheureuses chez lui. Il est notamment stérile.

## Droit
Droit de mule
Il était coutume depuis le Moyen Âge d'offrir une mule à chaque nouvel abbé de Saint-Martin du Canigou lors de sa première entrée dans l'abbaye. Cet usage devint une contrainte que l'on qualifia alors de droit de mule, à charge des habitants des paroisses inféodées à l'abbaye, puis on remplaça la mule par un forfait de quarante livres barcelonaises. À la suite des ravages de la peste, cette somme est ramenée à cinq livres en 1434. Le nouvel abbé Pierre Pouderoux, installé en 1698, décide de rétablir la somme de quarante livres, malgré les protestations, et l'usage perdure jusqu'à la sécularisation de l'abbaye en 1783.

## Calendrier
Le 5e jour du mois de messidor du calendrier républicain / révolutionnaire français est officiellement dénommé jour du mulet, généralement chaque 23 juin du calendrier grégorien.